# Джон Г'юз (футболіст, 1964)
Джон Г'юз (англ. John Hughes; нар. 9 вересня 1964, Единбург, Велика Британія) — шотландський футболіст, що грав на позиції захисника. По завершенні ігрової кар'єри — тренер. З 2017 року очолює тренерський штаб команди «Рейт Роверс».
Виступав, зокрема, за клуби «Фолкерк», «Свонсі Сіті», «Селтік», «Гіберніан».

## Ігрова кар'єра
У дорослому футболі дебютував 1988 року виступами за команду клубу «Бервік Рейнджерс», в якій провів один сезон, взявши участь у 41 матчі чемпіонату.
Протягом 1989—1990 років захищав кольори команди клубу «Свонсі Сіті».
Своєю грою за останню команду привернув увагу представників тренерського штабу клубу «Фолкерк», до складу якого приєднався 1990 року. Відіграв за команду з Фолкерка наступні п'ять сезонів своєї ігрової кар'єри. Більшість часу, проведеного у складі «Фолкерка», був основним гравцем захисту команди.
Згодом з 1995 по 2002 рік грав у складі команд клубів «Селтік», «Гіберніан» та «Ейр Юнайтед».
Завершив професійну ігрову кар'єру у клубі «Фолкерк», у складі якого вже виступав раніше. Прийшов до команди 2002 року, захищав її кольори до припинення виступів на професійному рівні у 2005.

## Кар'єра тренера
Розпочав тренерську кар'єру, ще продовжуючи грати на полі, 2003 року, очоливши тренерський штаб клубу «Фолкерк», де пропрацював з 2003 по 2009 рік.
2009 року став головним тренером команди «Гіберніан», тренував команду з Единбурга один рік.
Протягом тренерської кар'єри також очолював команди клубів «Лівінгстон», «Гартлпул Юнайтед» та «Інвернесс».
2017 року протягом трьох місяців очолював тренерський штаб команди «Рейт Роверс».

### Статистика
Станом на 13 травня 2017
| Команда            | З                 | До                | Матчі | Матчі    | Матчі | Матчі   | Матчі     |
| Команда            | З                 | До                | Матчі | Перемоги | Ничиї | Поразки | % перемог |
| ------------------ | ----------------- | ----------------- | ----- | -------- | ----- | ------- | --------- |
| «Фолкерк»          | 31 січня 2003     | 31 травня 2009    | 283   | 117      | 61    | 105     | 41,3      |
| «Гіберніан»        | 8 червня 2009     | 4 жовтня 2010     | 54    | 19       | 12    | 23      | 35,2      |
| «Лівінгстон»       | 14 лютого 2012    | 13 листопада 2012 | 27    | 12       | 5     | 10      | 44,4      |
| «Гартлпул Юнайтед» | 13 листопада 2012 | 9 травня 2013     | 29    | 8        | 9     | 12      | 27,6      |
| «Інвернесс»        | 4 грудня 2013     | 20 травня 2016    | 121   | 50       | 30    | 41      | 41,3      |
| «Рейт Роверс»      | 10 лютого 2017    | 13 травня 2017    | 15    | 4        | 4     | 7       | 26,7      |
| Всього             | Всього            | Всього            | 529   | 210      | 121   | 198     | 39,7      |

## Титули і досягнення

### Гравець
«Фолкерк»
- Перший дивізіон шотландської футбольної ліги (2): 1993–94, 2002–03

«Гіберніан»
- Перший дивізіон шотландської футбольної ліги: 1998–99

### Тренер
«Фолкерк»
- Перший дивізіон шотландської футбольної ліги: 2004–05
- Кубок виклику: 2004–05

«Інвернесс»
- Кубок Шотландії : 2014–15

### Індивідуальні
- Тренер року за версією футболістів Шотландської професійної футбольної асоціації: 2014–15[3]
- Тренер року за версією Шотландської асоціації футбольних журналістів: 2014–15[4]